# Bounda
Bounda  è una città e sottoprefettura della Costa d'Avorio appartenente al dipartimento di Bouaké. Conta una popolazione di 10 088 abitanti (censimento 2014).